# 紅しょうが (お笑い)
紅しょうが（べにしょうが）は、吉本興業（東京本社）所属のお笑いコンビ。2014年結成。女芸人No.1決定戦 THE W2023王者。

## メンバー
熊元 プロレス（くまもと プロレス、1990年11月30日 - ）（34歳）
ボケ担当。
兵庫県神戸市出身。神戸市立須磨高等学校卒業、神戸女子大学中退。身長165 cm、血液型はB型。愛称は、熊プロ。
NSC大阪校35期出身。同期のゆりやんレトリィバァと風貌が似ていると話題になったことがある。ゆりやんとは一度コンビを結成したことがあるが、バイト等で予定が合わないという理由で声出しの練習のみ行い解散した。当時のコンビ名は「稲妻パンティーズ」。その他には田津原理音らとのトリオ「グリードアイランド」、「水の如しーず」を解散し現在に至る。
本名は熊元 侑里恵（くまもと ゆりえ）で、芸名の由来は同期のつみきに芸名を考えるよう依頼した際、プロレス経験は無いものの「プロレスラーに居そうだから」または「他の芸人たちに舐められないように」ということで名付けられたことによる。
旧芸名は「女房熊元」「肩ロースゆりえ」など。
2019年ごろまで、トレードマークのGジャンに肩パッドを入れ強さを表現していた。
水原希子のものまねで第22回「細かすぎて伝わらないモノマネ選手権」の決勝進出を果たした。
1年後輩の浜田順平（カベポスター）・真輝志とルームシェアをしていた。
1年先輩のイワクラ（蛙亭）と仲が良い。
LIVE STAND『黒フェス2022～白黒歌合戦～』に出演し、吉本の宇野実彩子（AAA）と呼ばれた他、インスタライブで松浦亜弥の楽曲を披露したことからくままと呼ばれることもある。
稲田 美紀（いなだ みき、1989年1月30日 - ）（年齢非公開）
ツッコミ担当。
大阪府和泉市出身。大阪府立泉北高等学校、関西外国語大学卒業。身長165 cm、血液型はAB型。
ダイビングのライセンスを取得している。
本名は同じで、ファンからはいなみきと呼ばれている。
NSC大阪校33期出身。2010年から2014年まで、同期の國松恵（現グリフォン國松）とのコンビ「ブリの白子」として活動。
毎日ビールやチューハイが合計2Lになるように飲酒を嗜み、現在はハイボール中心の生活。本人は「肝臓に厳しくしている」と語っている。一方で非喫煙者でもある。
学生時代は吉田敬（ブラックマヨネーズ）の追っかけをしていた。しかし吉田ファンを経た後で西野亮廣（キングコング）の大ファンになり、乗り換えた。また西野やキングコング、その他の吉本芸人（チュートリアル、サバンナなど）を追っかける日常を綴ったブログを開設したが、パスワードを忘れてしまったが故に現在も存在している。
マンション貸してくれるおじさん、テレビ買ってくれるおじさん、冷蔵庫買ってくれるおじさん、ラーメンを一杯食べると一万円くれるおじさんなど関西芸人屈指のパトロンを持つ女性芸人と噂される。本人は全てプラトニックな関係と語っている。
目がとても悪く、小学2年生から眼鏡をかけている。普段はコンタクトレンズ着用で、寝る際は眼鏡をかけたまま寝ている。ちなみに眼鏡をかけるとギャル曽根に似ている。
顔にほくろを描いている。本人曰く「目立とうかな」と思って描き足したらしく、2024年時点で14年描き続けているとのこと。
同期の阪本（マユリカ）からは「気高い」、先輩のケンドーコバヤシからは「豪傑」と評されるような性格。また姉御肌で面倒見が良く、例えば相方・熊元のゴミ屋敷寸前の部屋に行き片付けを手伝うことがある。
トークでは常に冷静沈着なイメージではあるが、それとは逆にドッキリでは熊元とは異なりビビリであり、『アメトーーク!』の「女子ビビリ-1グランプリ」に出演した際には、様々な仕掛けに対して唯一セクシーなリアクションを取っていた。
2021年11月17日、kento fukayaが主催する骨折-1グランプリで初代王者となる。
2022年5月27日より、kento fukaya企画・ZiDolのメンバー。メンバーカラーはピンク。

## 略歴
元々はそれぞれ別のコンビで活動していたが、同時期に解散。次の相方について稲田がゆりやんに相談したところ熊元を紹介され、そのまま結成に至った。
結成日は2014年10月7日で、紅しょうがとしての初舞台は10月16日。当初のコンビ名は、2人が共通して好きな中島みゆきから「みゆき」と名付けたが、稲田が「『みゆき』の美紀です」と自己紹介をすると名前ばかり推している雰囲気になるのを考慮し、後に現在のコンビ名へ改名した。なお、由来となった紅しょうがは2人ともどちらかといえば苦手。
2021年6月15日、稲田が和泉市出身であることから同市の「いずみの国和泉市PR大使」に就任した。
『女芸人No.1決定戦 THE W』では2018年に初の決勝進出。2020年には最終決戦まで進出するも、吉住に敗れ準優勝となった。2021年は前回準優勝の雪辱を果たすべく決勝まで勝ち進んだものの、最後にはオダウエダから1票に抑えられた。2022年に再び最終決戦に進出するも天才ピアニスト・ヨネダ2000に敗れた。2023年はブロックと最終決戦共にコントを披露し、まずブロックではハイツ友の会、変ホ長調、梵天を3組全て満場一致で下し、2年連続で最終決戦に勝ち進んだ。最終決戦では4票を獲得しスパイク・エルフを下して悲願の初優勝を果たした。
2023年3月31日を以てよしもと漫才劇場を卒業、4月より活動拠点を東京に移した。東京進出後は、主に渋谷よしもと漫才劇場で活動している。

## 芸風
主に漫才で、コントも時折演じる。
ツカミでは熊元が「女子〜!」と呼びかけ、女子へアドバイスをする。当初「女子〜! ○曜日、おつかれさ〜ん!」というものだったが徐々に季節イベントまでの日数と本格的なアドバイスを盛り込み、熊元も噛んでしまうほどの長文となっている。2020年までは稲田がツッコみつつ「そんな熊元さんに朗報です」から話が展開していくパターンが多かった。

## 出囃子
浜崎あゆみ「Boys & Girls (A Eurosenti Mix)」

## 賞レースでの成績

### M-1グランプリ
| 年度             | 結果         | エントリー No. | 会場                       | 日程     | 備考        |
| ---------------- | ------------ | -------------- | -------------------------- | -------- | ----------- |
| 2015年（第11回） | 2回戦進出    | 454            | 【大阪】テイジンホール     | 10月7日  |             |
| 2016年（第12回） | 3回戦進出    | 1167           | 【大阪】よしもと漫才劇場   | 10月19日 |             |
| 2017年（第13回） | 3回戦進出    | 1319           | 【大阪】よしもと漫才劇場   | 10月25日 |             |
| 2018年（第14回） | 3回戦進出    | 1548           | 【大阪】よしもと漫才劇場   | 10月22日 |             |
| 2019年（第15回） | 準々決勝進出 | 557            | 【大阪】なんばグランド花月 | 11月18日 |             |
| 2020年（第16回） | 準々決勝進出 | 2198           | 【大阪】なんばグランド花月 | 11月16日 |             |
| 2021年（第17回） | 3回戦進出    | 4280           | 【大阪】よしもと漫才劇場   | 10月26日 |             |
| 2022年（第18回） | 準々決勝進出 | 3073           | 【大阪】なんばグランド花月 | 11月15日 |             |
| 2023年（第19回） | 準々決勝進出 | 1597           | 【東京】ルミネtheよしもと  | 11月21日 | 1回戦シード |
| 2024年（第20回） | 準々決勝進出 | 6234           | 【東京】ルミネtheよしもと  | 11月21日 | 1回戦シード |

### キングオブコント
| 年度             | 結果         | 会場                                                | 日程    | 備考                    |
| ---------------- | ------------ | --------------------------------------------------- | ------- | ----------------------- |
| 2015年（第8回）  | 1回戦敗退    | 【大阪】道頓堀ZAZA HOUSE                            | 7月13日 |                         |
| 2016年（第9回）  | 2回戦進出    | 【大阪】YES THEATER                                 | 8月17日 |                         |
| 2017年（第10回） | 2回戦進出    | 【大阪】大丸心斎橋劇場                              | 8月10日 |                         |
| 2018年（第11回） | 2回戦進出    | 【大阪】大丸心斎橋劇場                              | 8月10日 |                         |
| 2019年（第12回） | 準々決勝進出 | 【大阪】YES THEATER                                 | 8月16日 |                         |
| 2020年（第13回） | 2回戦進出    | —                                                   | —       | 1回戦通過後、予選辞退。 |
| 2021年（第14回） | 準々決勝進出 | 【大阪】YES THEATER                                 | 8月17日 |                         |
| 2022年（第15回） | 準々決勝進出 | 【大阪】よしもと漫才劇場                            | 8月18日 |                         |
| 2023年（第16回） | 準々決勝進出 | 【東京】渋谷区文化総合センター大和田 4Fさくらホール | 8月16日 |                         |
| 2024年（第17回） | 準々決勝進出 | 【東京】渋谷区文化総合センター大和田 4Fさくらホール | 8月14日 |                         |
| 2025年（第18回） | 準々決勝進出 | 【東京】渋谷区文化総合センター大和田 4Fさくらホール | 8月14日 |                         |

### 女芸人No.1決定戦 THE W
| 年度            | 結果       | 会場                      | 備考                                              |
| --------------- | ---------- | ------------------------- | ------------------------------------------------- |
| 2017年（第1回） | 2回戦進出  | 【大阪】道頓堀ZAZA HOUSE  |                                                   |
| 2018年（第2回） | 決勝進出   | 【東京】日本テレビ        | 決勝キャッチフレーズ「西の若き強豪」              |
| 2019年（第3回） | 準決勝進出 | 【東京】ルミネtheよしもと |                                                   |
| 2020年（第4回） | 準優勝     | 【東京】日本テレビ        | 決勝キャッチフレーズ「ナニワストロングスタイル」  |
| 2021年（第5回） | 決勝進出   | 【東京】日本テレビ        | 決勝キャッチフレーズ「リベンジに燃える!西の横綱」 |
| 2022年（第6回） | 決勝3位    | 【東京】日本テレビ        | 決勝キャッチフレーズ「無冠クイーンの大逆襲」      |
| 2023年（第7回） | 優勝       | 【東京】日本テレビ        | 決勝キャッチフレーズ「無冠クイーンの大逆襲」      |

### その他
- 2019年 第8回 ytv漫才新人賞 決勝5位（選考会ROUND3 1位通過）
- 2019年 第40回 今宮子供えびすマンザイ新人コンクール 新人漫才奨励賞
- 2019年 ABCお笑いグランプリ 最終予選進出
- 2020年 第9回 ytv漫才新人賞 決勝3位（選考会ROUND3 1位通過）
- 2021年 第10回 ytv漫才新人賞 決勝6位（選考会ROUND1 3位通過）
- 2021年 骨折-1グランプリ 優勝（稲田）
- 2022年 NHK新人お笑い大賞 本選進出（ブロック敗退）

## 出演

### テレビ
現在の出演番組
- なるほどプレゼンター!花咲かタイムズ（2023年4月 - 、中部日本放送） - リポーター
- つまみは紅しょうが男子〜!宅飲みするからウチ来ぃや〜（2024年7月15日 - 、BSよしもと） - 月2回放送
- 私が愛した地獄（2024年10月3日 - 、テレビ朝日） - 稲田のみMC
- 紅しょうがのがんばり屋〜台 めざせ!熊本のプロです（2025年1月18日 - 毎月第3・第4土曜放送、テレビ熊本）

過去の出演番組
- ニュース きん5時（NHK総合） - 稲田のみ、不定期出演
- バラエティー生活笑百科（NHK総合） - 不定期出演、相談者役
- 真夜中市場〜ハイヒールの眠れない夜〜（2018年4月 - 、関西テレビ） - デモンストレーター、不定期出演
- ミント!（2019年4月 - 2021年3月、毎日放送） - 金曜レギュラー
- ごきげんライフスタイル よ〜いドン!（2019年5月10日 - 、関西テレビ） - 金曜日「週末!ほし☆ガール」リポーター
- バズ★ナイトナマー!（2020年5月 - 12月、毎日放送） - レギュラー
- 和泉でしょうが!（2020年6月 - 2023年3月、J:COMチャンネル）[35]
- 土曜のよんチャンTV（2021年 - 2022年、毎日放送） - 不定期出演
- あさパラS（読売テレビ）- 不定期出演、あさパラファミリー
- ちょいバラ「イケメン乙〜イケメン今日もおつかれさまです〜」（2021年10月17日 - 12月19日、朝日放送テレビ） - 熊元プロレスのみレギュラー
- Cheeky's Cast 3（2022年3月24日 - 9月29日、BSよしもと） - 毎週木曜 24:00 〜 25:00 レギュラー
- Y-Tube大賞（2022年10月 - 2023年6月、BSよしもと） - 第1・第3木曜日MC[36]
- ときめきを止めるな！～私たち、超ときめき♡宣伝部です！～（2023年5月19日深夜、6月1日深夜、6月30日深夜、テレビ東京） - 6月30日深夜は稲田美紀のみ出演。
- 競輪LIVE!チャリロトよしもと（2023年10月 - 2024年10月、BSよしもと）- 水曜レギュラー
- 有吉の壁（2024年3月20日 - 、日本テレビ） - レギュラー
- お笑い4コマパーティー ロロロロ（2024年4月18日 - 9月26日、中京テレビ） - 稲田のみ、天の声

### テレビドラマ
- 推しが上司になりまして（2023年10月5日 - 12月21日、テレビ東京） - 真島明日香 役（稲田）[37]

### ラジオ
現在の出演番組
- 紅しょうがは好きズキ!（2023年4月17日 - 、ラジオ関西） - 毎週月曜日23:00〜 レギュラー

過去の出演番組
- 紅しょうがのきざまんといて!（2020年4月11日 - 2022年3月11日、ラジオ関西） - 毎月第2週金曜日22:00〜23:55 レギュラー
- Clip（2022年4月5日 - 2023年3月28日、ラジオ関西） - 毎週火曜日14:30～16:00 レギュラー
- Yes! 日曜酒Bar!（2019年7月8日 - 2020年12月28日、朝日放送ラジオ） - レギュラー

### MV
- 浜崎あゆみ「Just the way you are」（2023年1月25日） - 熊元のみ[38]